# Nordlig tomatgroda
Nordlig tomatgroda (Dyscophus antongilli) är en art i familjen trångmynta grodor (Microhylidae) som förekommer på Madagaskar.

## Kännetecken
Arten har en robust kropp och en kort nos. Ögonen har stora runda pupiller och sitter på långt avstånd från varandra. Det finns en utpräglad könsdimorfism, då hannar bara blir upp till 65 millimeter långa medan honor når en längd upp till 105 millimeter. De största individerna blir 230 gram tunga. Vid innersta baktåns rot finns en hård, linsformig knöl för att gräva i marken. På grund av sina korta extremiteter kan de inte hoppa långt men ibland klättrar de på växter.
Djurets namn syftar på den intensiva kroppsfärgen i orange, röd eller rödbrun som påminner om en tomat. Buken är gul- till vitaktig och strupen har ibland svarta punkter.

## Utbredning och levnadssätt
Utbredningsområdet sträcker sig från västra Masoala söderut till Toamasina. Grodan lever mellan kustlinjen och 200 meter över havet. Tomatgrodan lever på marken och är aktiv på natten. På dagen vilar den i ett självgrävt gömställe i regnskogen.
Födan utgörs av insekter och deras larver, blötdjur, små däggdjur samt andra amfibier och daggmaskar. Under den torra årstiden är grodan mindre aktiv.
Vid fara avsöndrar grodan ett hudsekret. Hos människan kan ämnet leda till allergiska reaktioner.

## Fortplantning
I mars besöker den nordliga tomatgrodan träskmarker, dammar eller andra vattenansamlingar. Hannarna utstöter läten som påminner om kacklande höns för att locka en hona till sig. Parningen sker som hos flera andra groddjur med amplexus. Honans rom består av 1000 till 1500 tre millimeter stora ägg.
Redan efter 36 timmar kläcks larverna. Efter 6 till 9 veckor är de 45 till 55 millimeter långa (med svans) och efter sin avslutade metamorfos är de 15 millimeter långa. Vid denna tid har de en gulaktig färg, först när de är cirka två centimeter långa blir de rödaktiga.

## Hot
Den nordliga tomatgrodan hotas främst genom förstöringen av levnadsområdet. Ibland fångas djuret illegalt trots förbud enligt CITES regler. IUCN listar arten som missgynnad.